# واين كوينتون
واين كوينتون (بالإنجليزية: Wayne Quinton)‏ هو مهندس طب حيوي ‏ أمريكي، ولد في 4 يناير 1921، وتوفي في 22 يناير 2015.